# 1109 Tata
1109 Tata este o planetă minoră (asteroid), cu un diametru de 61,817 km, din centura de asteroizi. A fost descoperită pe 5 februarie 1929 la Observatorul Königstuhl de Karl Wilhelm Reinmuth și a fost numită după . 
Obiectul prezintă o orbită caracterizată de o semiaxă mare de 3,2270005 UAi, o excentricitate de 0,101483, o înclinație de 4,13544 ° în raport cu ecliptica.